# Carrascal del Río
Carrascal del Río er en by og kommune i det centrale Spanien i provinsen Segovia. Den har et indbyggertal på 136 (2024) indbyggere.